# Pretoria
Pretoria là thành phố ở phía bắc của tỉnh Gauteng, Nam Phi. Đây là thủ đô hành chính của Nam Phi, đây là một trong 3 thủ đô của Nam Phi, cùng với Cape Town (thủ đô lập pháp) và Bloemfontein (thủ đô tư pháp). Pretoria có diện tích 1.644 km², dân số năm 2007 là 2.345.908 người. Thành phố này nằm hai bên bờ sông Apies và trải dài đến chân dãy núi Magaliesberg. Phần lớn dân số của Pretoria là công chức và dân làm dịch vụ liên quan tới chính quyền. Thành phố này cũng có ngành công nghiệp thép, chế biến, gốm sứ, hóa chất. Thành phố được kết nối với các đô thị khác tại Nam Phi cũng như với Zimbabwe, Mozambique bằng đường bộ và đường ray. 
Trung tâm của Pretoria được quy hoạch các phố ô bàn cờ, các tòa nhà chọc trời bao quan quảng trường trung tâm. Thành phố có đường sá rộng rãi với nhiều công viên lớn, các vườn thực vật. Ở đây có nhiều toà nhà cổ thế kỷ 18.
Đại học Pretoria (thành lập với tên Transvaal University College năm 1908 sau đó được đổi tên vào năm 1930) là một trong những đại học lớn nhất Nam Phi. Ngoài ra còn cso Đại học Nam Phi (thành lập năm 1873), cơ sở chính của Đại học Vista (lập năm 1982).
Khu định cư Pretoria đã được lãnh đạo người da trắng Marthinius Pretorius lập năm 1855 và được đặt tên theo cha của ông Andries Pretorius, một anh hùng quân đội người Boer và cũng là một chính khách. Thành phố này trở thành thủ đô Cộng hòa Nam Phi năm 1860, sau đó là thủ đô hành chính của Liên minh Nam Phi - một quốc gia thống nhất các cựu thuộc địa Cape Colony, Natal, Orange Free State, và Transvaal năm 1910.

## Khí hậu
Pretoria có khí hậu cận nhiệt đới ẩm (phân loại khí hậu Köppen Cwa) với mùa hè nóng, kéo dài trong khi mùa đông ngắn và ôn hòa. Nhiệt độ trung bình hàng năm là 18,7 °C (65,7 °F).
| Dữ liệu khí hậu của Pretoria             | Dữ liệu khí hậu của Pretoria | Dữ liệu khí hậu của Pretoria | Dữ liệu khí hậu của Pretoria | Dữ liệu khí hậu của Pretoria | Dữ liệu khí hậu của Pretoria | Dữ liệu khí hậu của Pretoria | Dữ liệu khí hậu của Pretoria | Dữ liệu khí hậu của Pretoria | Dữ liệu khí hậu của Pretoria | Dữ liệu khí hậu của Pretoria | Dữ liệu khí hậu của Pretoria | Dữ liệu khí hậu của Pretoria | Dữ liệu khí hậu của Pretoria |
| Tháng                                    | 1                            | 2                            | 3                            | 4                            | 5                            | 6                            | 7                            | 8                            | 9                            | 10                           | 11                           | 12                           | Năm                          |
| ---------------------------------------- | ---------------------------- | ---------------------------- | ---------------------------- | ---------------------------- | ---------------------------- | ---------------------------- | ---------------------------- | ---------------------------- | ---------------------------- | ---------------------------- | ---------------------------- | ---------------------------- | ---------------------------- |
| Cao kỉ lục °C (°F)                       | 36.2 (97.2)                  | 36.3 (97.3)                  | 35.0 (95.0)                  | 32.5 (90.5)                  | 29.4 (84.9)                  | 26.0 (78.8)                  | 26.0 (78.8)                  | 30.0 (86.0)                  | 34.0 (93.2)                  | 36.0 (96.8)                  | 35.7 (96.3)                  | 36.0 (96.8)                  | 36.3 (97.3)                  |
| Trung bình tối đa °C (°F)                | 33.2 (91.8)                  | 32.1 (89.8)                  | 31.2 (88.2)                  | 28.7 (83.7)                  | 25.9 (78.6)                  | 23.2 (73.8)                  | 23.5 (74.3)                  | 27.1 (80.8)                  | 31.1 (88.0)                  | 32.2 (90.0)                  | 32.6 (90.7)                  | 32.7 (90.9)                  | 34.3 (93.7)                  |
| Trung bình ngày tối đa °C (°F)           | 28.5 (83.3)                  | 28.0 (82.4)                  | 26.9 (80.4)                  | 24.1 (75.4)                  | 21.8 (71.2)                  | 18.9 (66.0)                  | 19.5 (67.1)                  | 22.1 (71.8)                  | 25.5 (77.9)                  | 26.6 (79.9)                  | 27.0 (80.6)                  | 28.0 (82.4)                  | 24.7 (76.5)                  |
| Trung bình ngày °C (°F)                  | 22.6 (72.7)                  | 22.1 (71.8)                  | 21.0 (69.8)                  | 17.9 (64.2)                  | 14.7 (58.5)                  | 11.5 (52.7)                  | 11.9 (53.4)                  | 14.7 (58.5)                  | 18.6 (65.5)                  | 20.1 (68.2)                  | 21.0 (69.8)                  | 21.9 (71.4)                  | 18.2 (64.8)                  |
| Tối thiểu trung bình ngày °C (°F)        | 17.8 (64.0)                  | 17.3 (63.1)                  | 16.1 (61.0)                  | 12.6 (54.7)                  | 8.2 (46.8)                   | 4.8 (40.6)                   | 4.8 (40.6)                   | 7.6 (45.7)                   | 11.9 (53.4)                  | 14.4 (57.9)                  | 15.8 (60.4)                  | 16.8 (62.2)                  | 12.3 (54.1)                  |
| Trung bình tối thiểu °C (°F)             | 14.1 (57.4)                  | 13.7 (56.7)                  | 11.8 (53.2)                  | 7.6 (45.7)                   | 3.7 (38.7)                   | 0.7 (33.3)                   | 0.9 (33.6)                   | 2.7 (36.9)                   | 5.8 (42.4)                   | 8.9 (48.0)                   | 10.9 (51.6)                  | 12.9 (55.2)                  | 0.1 (32.2)                   |
| Thấp kỉ lục °C (°F)                      | 7.5 (45.5)                   | 10.4 (50.7)                  | 5.5 (41.9)                   | 3.3 (37.9)                   | −1.5 (29.3)                  | −4.5 (23.9)                  | −4.5 (23.9)                  | −4.0 (24.8)                  | −0.5 (31.1)                  | 3.0 (37.4)                   | 6.6 (43.9)                   | 6.5 (43.7)                   | −4.5 (23.9)                  |
| Lượng Giáng thủy trung bình mm (inches)  | 135 (5.3)                    | 76 (3.0)                     | 79 (3.1)                     | 54 (2.1)                     | 13 (0.5)                     | 7 (0.3)                      | 3 (0.1)                      | 5 (0.2)                      | 20 (0.8)                     | 73 (2.9)                     | 100 (3.9)                    | 108 (4.3)                    | 673 (26.5)                   |
| Số ngày giáng thủy trung bình (≥ 1.0 mm) | 10.9                         | 7.8                          | 7.6                          | 5.2                          | 1.8                          | 0.6                          | 0.7                          | 1.4                          | 2.0                          | 6.0                          | 9.5                          | 10.8                         | 64.3                         |
| Độ ẩm tương đối trung bình (%)           | 62                           | 63                           | 63                           | 63                           | 56                           | 54                           | 50                           | 45                           | 44                           | 52                           | 59                           | 61                           | 56                           |
| Số giờ nắng trung bình tháng             | 260.8                        | 235.3                        | 253.9                        | 245.8                        | 282.6                        | 270.8                        | 289.1                        | 295.5                        | 284.3                        | 275.2                        | 253.6                        | 271.9                        | 3.218,8                      |
| Nguồn 1: NOAA, Deutscher Wetterdienst    |                              |                              |                              |                              |                              |                              |                              |                              |                              |                              |                              |                              |                              |
| Nguồn 2: Cơ quan Thời tiết Nam Phi       |                              |                              |                              |                              |                              |                              |                              |                              |                              |                              |                              |                              |                              |

## Thành phố kết nghĩa
- Amman, Jordan
- Baku, Azerbaijan[5]
- Bucharest, Romania[6]
- Bulawayo, Zimbabwe[7]
- Kumasi, Ghana
- Kiev, Ukraina[8]
- Port Louis, Mauritius[9]
- Đài Bắc, Đài Loan[10]
- Tehran, Iran[11]
- Washington, D.C., Hoa Kỳ[12]